# Lago Ranco (kommun)
Lago Ranco är en kommun i Chile.   Den ligger i provinsen Provincia del Ranco och regionen Región de Los Ríos, i den södra delen av landet, 800 km söder om huvudstaden Santiago de Chile.
I omgivningarna runt Lago Ranco växer i huvudsak blandskog. Runt Lago Ranco är det mycket glesbefolkat, med 7 invånare per kvadratkilometer.